# Milán-San Remo 1965
La Milán-San Remo 1965 fue la 56.ª edición de la Milán-San Remo. La carrera se disputó el 19 de marzo de 1965, siendo el vencedor final el holandés Arie den Hartog, que se impuso en el sprint a sus dos compañeros de escapada, Vittorio Adorni y Franco Balmamion. Esta fue la primera victoria de un ciclista holandés en la Milán-Sanremo.

## Clasificación final
| Posición | Ciclista           | Equipo                   | Tiempo     |
| -------- | ------------------ | ------------------------ | ---------- |
| 1        | Arie den Hartog    | Ford France-Gitane       | 6h 53' 32" |
| 2        | Vittorio Adorni    | Salvarani                | m. t.      |
| 3        | Franco Balmamion   | Sanson                   | m. t.      |
| 4        | Rolf Wolfshohl     | Mercier-BP-Hutchinson    | + 51"      |
| 5        | Willy Vannitsen    | Ford France-Gitane       | + 55"      |
| 6        | Jan Janssen        | Pelforth-Sauvage-Lejeune | m. t.      |
| 7        | Franco Cribiori    | Ignis                    | m. t.      |
| 8        | Guido Reybrouck    | Flandria-Romeo           | m. t.      |
| 9        | Gianni Motta       | Molteni                  | m. t.      |
| 10       | Flaviano Vicentini | Ignis                    | m. t.      |